# Джонс, Перьянн
Перьянн Джонс (англ. Perianne Jones; род. 18 февраля 1985, Almonte, Онтарио) — канадская лыжница, участница Олимпийских игр в Ванкувере, призёрка этапа Кубка мира. Более успешно выступает в спринтерских гонках.
В Кубке мира Джонс дебютировала в 2005 году, в январе 2012 года единственный раз в карьере попала в тройку лучших на этапе Кубка мира, в командном спринте. Кроме этого имеет на своём счету 2 попадания в десятку лучших на этапах Кубка мира, 1 раз в личном спринте и 1 раз в командном. Лучшим достижением Джонс в общем итоговом зачёте Кубка мира является 72-е место в сезоне 2011-12.
На Олимпиаде-2010 в Ванкувере стартовала в трёх гонках: скиатлон 7,5+7,5 км — 56-е место, эстафета — 15-е место, спринт — 41-е место.
За свою карьеру принимала участие в двух чемпионатах мира, лучший результат 6-е места в командных спринтах на чемпионатах 2009 и 2011 годов, в личных гонках не поднималась выше 29-го места.
Использует лыжи и ботинки производства фирмы Fischer.